# Dele Aiyenugba
Bamidele „Dele“ Mathew Aiyenugba (* 20. November 1983 in Jos) ist ein nigerianischer Fußballtorhüter.

## Karriere
Aiyenugba begann das Fußballspielen beim nigerianischen Klub Kwara United, bevor er 2001 zu FC Enyimba wechselte. Hier war er – wie später in der nigerianischen Nationalmannschaft – Vertreter von Vincent Enyeama. In den Jahren 2001, 2002 und 2003 konnte der Torhüter mit dem Verein den Meistertitel in Nigeria feiern. Weiterhin konnte er 2003 mit einem Sieg im Finale gegen den ägyptischen Verein Ismaily SC die CAF Champions League gewinnen. Dieser Erfolg konnte 2004 wiederholt werden und in diesem Jahr wurde zudem auch der afrikanische Supercup gewonnen. Durch diesen zweifachen Gewinn der afrikanischen Champions League brachte es Aiyenugba zu einer gewissen Berühmtheit, zumal Enyeama bei diesen Turnieren lediglich als „Elfmeterkiller“ eingesetzt wurde.
2007 schloss sich Aiyenugba dem israelischen Klub Bne Jehuda Tel Aviv an, bei dem er erneut als Ersatzmann von Enyeama agiert.
Sein erstes Länderspiel für Nigeria bestritt er am 16. November 2005 in einem Spiel gegen Rumänien. In der Folge wurde er unregelmäßig berufen, zeigte jedoch gute Leistungen, wenn er eingesetzt wurde. Aiyenugba stand als dritter Torhüter im nigerianischen Kader zur Fußball-Weltmeisterschaft 2010 in Südafrika und kam erwartungsgemäß zu keinem Einsatz.

## Titel Erfolge
- Nigerianischer Meister 2001, 2002, 2003
- CAF Champions League 2003, 2004
- Afrikanischer Supercup 2004